# Fundación Rockefeller
La Fundación Rockefeller es una fundación privada con sede en la Quinta Avenida 420, en Nueva York. Establecida por la sexta generación de la familia Rockefeller y fundada por el dueño de Standard Oil, John D. Rockefeller, junto a su hijo John D. Rockefeller Jr. y el empresario de la industria del gas, y filántropo, Frederick Taylor Gates, en el estado de Nueva York el 14 de mayo de 1913, cuando su constitución fue formalmente aceptada por la Legislatura del Estado de Nueva York Su misión principal es: "Promover el bienestar de la humanidad en todo el mundo".

## Vista general
Las actividades de la Fundación Rockefeller han incluido:
- Financiar la educación "sin distinción de raza, sexo o credo" en los Estados Unidos ;[5]
- Ayudar a establecer la Escuela de Higiene y Medicina tropical de Londres en el Reino Unido;
- Establecer la Escuela de Salud Pública Johns Hopkins y la Escuela de Salud Pública de Harvard, dos de las primeras instituciones de este tipo en los Estados Unidos;[6][7]
- Establecer de la Escuela de Higiene en la Universidad de Toronto en 1927;[8]
- Desarrollar de la vacuna para prevenir la fiebre amarilla.;[9][10]
- Proporcionar refugio a eruditos amenazados por la Alemania nazi junto con The New School[11]

Algunas de sus actividades infames incluyen:
- Financiación de varios programas de eugenesia alemanes, incluido el laboratorio de Otmar Freiherr von Verschuer, para quien Josef Mengele trabajó antes de ir a Auschwitz.
- Construcción del Instituto para la Investigación del Cerebro del Instituto Kaiser Wilhelm con una subvención de $317,000 en 1929, con apoyo continuo para las operaciones del instituto bajo Ernst Rüdin durante los próximos años.[12]
- Financiación de un experimento llevado a cabo por la Universidad de Vanderbilt, donde administraron a 800 mujeres embarazadas hierro radiactivo,[13][14] de los cuales 751 eran pastillas,[15] sin su consentimiento.[14] En un artículo de 1969 publicado en el American Journal of Epidemiology, se estimó que tres niños habían muerto a causa del experimento.[15]

A partir de 2015, la fundación fue clasificada como la 39.ª fundación más grande de los Estados Unidos por el total de donaciones. Al cierre del año 2016, los activos se contabilizaron en $ 4,1 mil millones (sin cambios desde 2015), con subvenciones anuales de $173 millones.

## Liderazgo
El 5 de enero de 2017, el consejo de administración anunció la selección unánime del Dr. Rajiv Shah para servir como el 13º presidente de la fundación. Shah se convirtió en la persona más joven, a los 43 años, y el primer indio-estadounidense en servir como presidente de la fundación. Asumió el cargo el 1 de marzo, sucediendo a Judith Rodin, quien se desempeñó como presidente durante casi doce años y anunció su retiro, a la edad de 71 años, en junio de 2016. Rodin, a su vez, había sucedido a Gordon Conway en 2005. Anteriormente presidente de la Universidad de Pennsilvania, Rodin fue la primera mujer en dirigir la fundación.

## Comienzos
El interés en la filantropía de Rockefeller a gran escala se inició en 1889, influenciado por el ensayo publicado por Andrew Carnegie, llamado El Evangelio de la Riqueza , que lo llevó a escribir una carta a Carnegie elogiándolo como un ejemplo para otros hombres ricos.[cita requerida] Fue en ese año que hizo el primero de lo que serían $35 millones de dólares en donaciones, en un período de dos décadas, para financiar la Universidad de Chicago.
Su idea inicial de crear una base a gran escala con exención de impuestos se produjo en 1901, pero no fue hasta 1906 que el famoso asesor comercial y filántropo, Frederick T. Gates, revivió la idea, diciendo que la fortuna de Rockefeller rodaba tan rápido que sus herederos "disipan sus heredades o se embriagan con el poder", por lo que creó la "Corporación de Filantropía permanente para el bien de la humanidad".
Fue también en 1906 que se estableció la Fundación Russell Sage, aunque su programa se limitaba a las trabajadoras y los males sociales. Rockefeller, en tanto, no sería la primera fundación en Estados Unidos, (Benjamin Franklin fue el primero en introducir el concepto), sin embargo, lo llevó a una escala internacional sin precedentes. En 1909 firmó más de 73.000 acciones de Standard Oil de Nueva Jersey, valorada en $50 millones, a los tres síndicos inaugurales, Rockefeller Jr. , Gates y Harold McCormick, la primera entrega de una dotación proyectada de 100 millones de dólares.
Se solicitó una carta federal para la fundación al Senado de los Estados Unidos en 1910, incluso en reunión secreta con el presidente William Howard Taft, bajo los auspicios del senador Nelson Aldrich, para forjar concesiones. Sin embargo, debido a la actual demanda antimonopolio contra la Standard Oil, junto con una profunda sospecha en algunos sectores por influencia indebida sobre la familia Rockefeller en los gastos de la dotación, el resultado final fue que Gates Senior retiró el proyecto de ley del Congreso para buscar una carta de estado.
El 14 de mayo de 1913, el gobernador de Nueva York William Sulzer aprobó una carta de estado para la fundación - dos años después de la Carnegie Corporation - y así John D. Rockefeller Jr. se convirtió en el primer presidente.

## Crítica
En enero de 2019, la Justicia de EE. UU demandó a la Fundación Rockefeller, por participar en la década de 1940 en un experimento que afectó, con distintas enfermedades venéreas como sífilis y gonorrea, a miles de guatemaltecos.